# 시각 장애

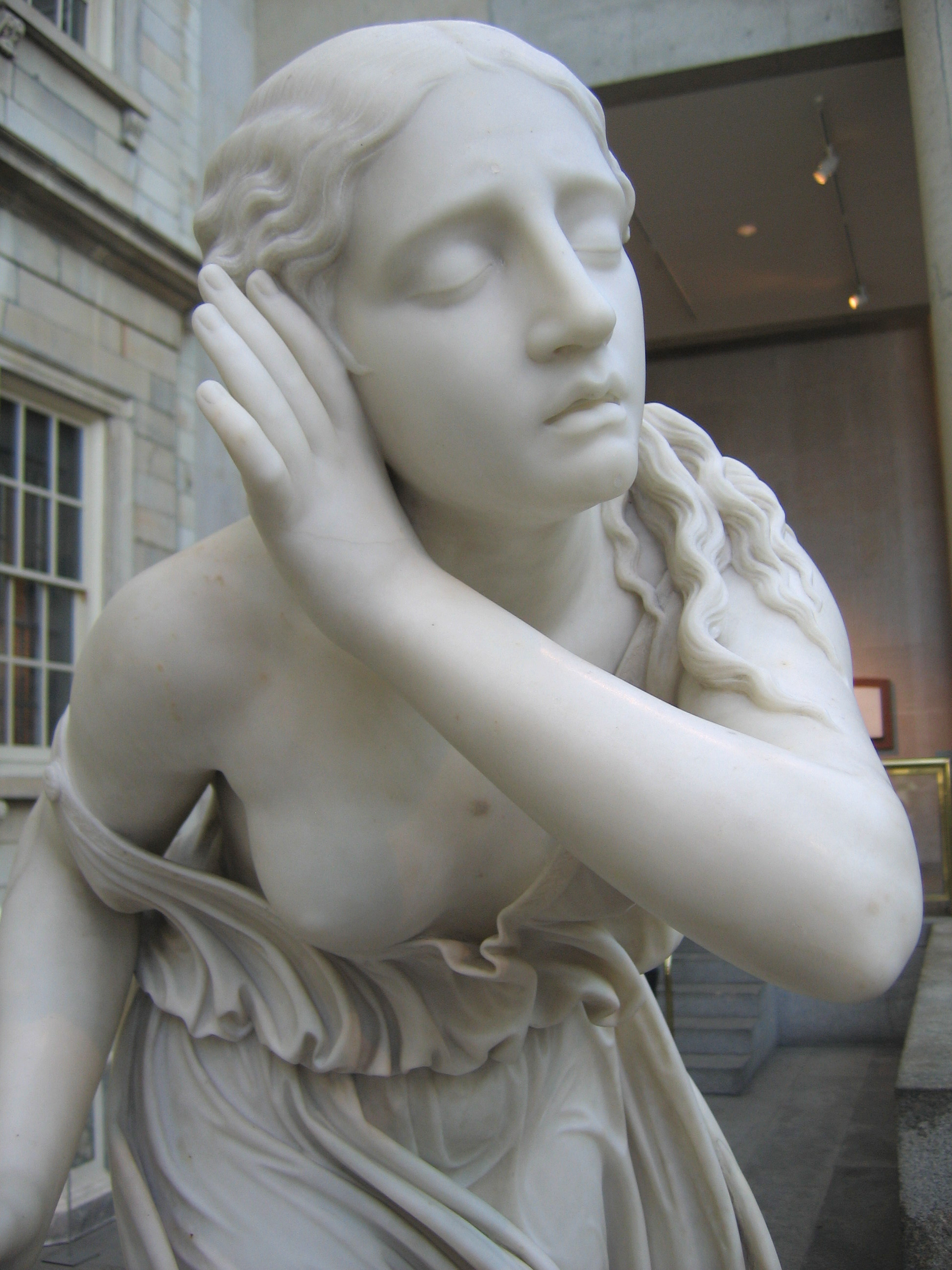
눈 먼 소녀 상, 폼페이

시각장애(視覺障碍, visual impairment)는 생리학 또는 신경학적인 원인으로 시각에 문제가 있는 상태를 말한다.

## 원인과 종류
시각 장애는 원인에 따라 눈과 말초 신경의 손상으로 인한 중심 시력 장애와 시신경 교차에서부터 뇌영역까지의 신경이 손상되어 발생되는 중추성 시각 장애로 나눌 수 있다.

### 중심 시력 장애
중심 시력이란 시야에 있는 물체를 상세한 부분까지 구분해 내는 능력을 말한다. 굴절 이상으로 망막에 초점이 잘못 맺히거나 눈을 이루고 있는 여러 부분이 손상을 입으면 중심 시력 장애가 나타난다.

#### 굴절 이상

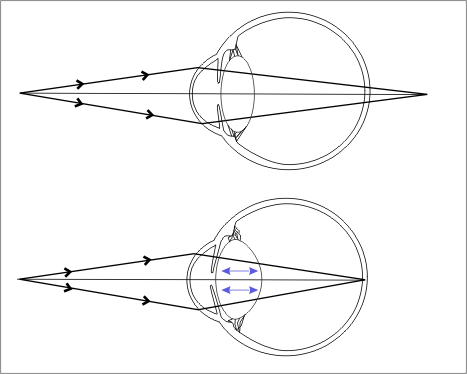
원시와 정상시의 비교, 원시는 초점이 망막보다 긴 굴절이상에 의해 발생한다.

굴절이상은 눈의 굴절에 이상이 있어 초점을 제대로 맞추지 못하는 시각 장애이다. 원시, 근시, 난시, 노안 등이 있다. 우리의 눈은 외부에서 들어오는 광선이 각막, 전방수, 수정체, 초자체등 광선을 굴절시키는 안구 매체를 통하여 망막에 상이 맺혀 사물을 인식한다. 이 과정에 있는 눈의 각 부분이 굴절에 이상이 생기면 굴절 이상 장애를 겪게 된다. 특히 수정체는 탄력성이 있어 굴절을 조절할 수 있기 때문에 대부분의 굴절 이상은 수정체의 굴절 조정 능력에 이상이 생겨 발생한다. . 굴절이상은 안경이나 라식 수술과 같은 방법으로 교정할 수 있다.
- 근시: 초점이 망막보다 앞에 맺히는 굴절이상. 먼 물체를 뚜렷이 보기 어렵다. 오목렌즈를 사용한 안경으로 초점 거리를 늘려 교정한다.
- 원시: 초점이 망막보다 뒤에 맺히는 굴절이상. 가까운 물체를 뚜렷이 보기 어렵다. 볼록렌즈를 사용한 안경으로 초점 거리를 줄여 교정한다.
- 난시: 각막 또는 수정체가 일정하게 고르지 않아 어느 한쪽으로 휘어진 상태로 가까운 물체와 먼 물체 모두 흐리게 보인다. 원주렌즈(영어판)를 사용한 안경이나 콘텍트 렌즈로 교정한다.

#### 눈의 손상
백내장, 녹내장과 같은 눈 질환으로 인해 영구적인 시각 장애를 입을 수 있다.
- 백내장: 수정체가 불투명해지거나 혼탁해져 상이 흐리게 보이거나 보이지 않게 된다.
- 녹내장: 방수의 배출이 원활하지 않아 안압이 높아지고 이로 인해 시신경이 손상되면 영구적인 시각 장애를 겪게 된다.

### 중추성 시력 장애
시각 자체에는 아무런 문제가 없더라도 뇌에서 시각 정보를 처리하는 시각 피질 손상으로 시력 장애를 겪기도 한다. 이러한 시각 피질 손상은 출산 시의 산소부족, 뇌 손상, 뇌 수종, 중추신경계 감염 등으로 발생한다.

## 약시

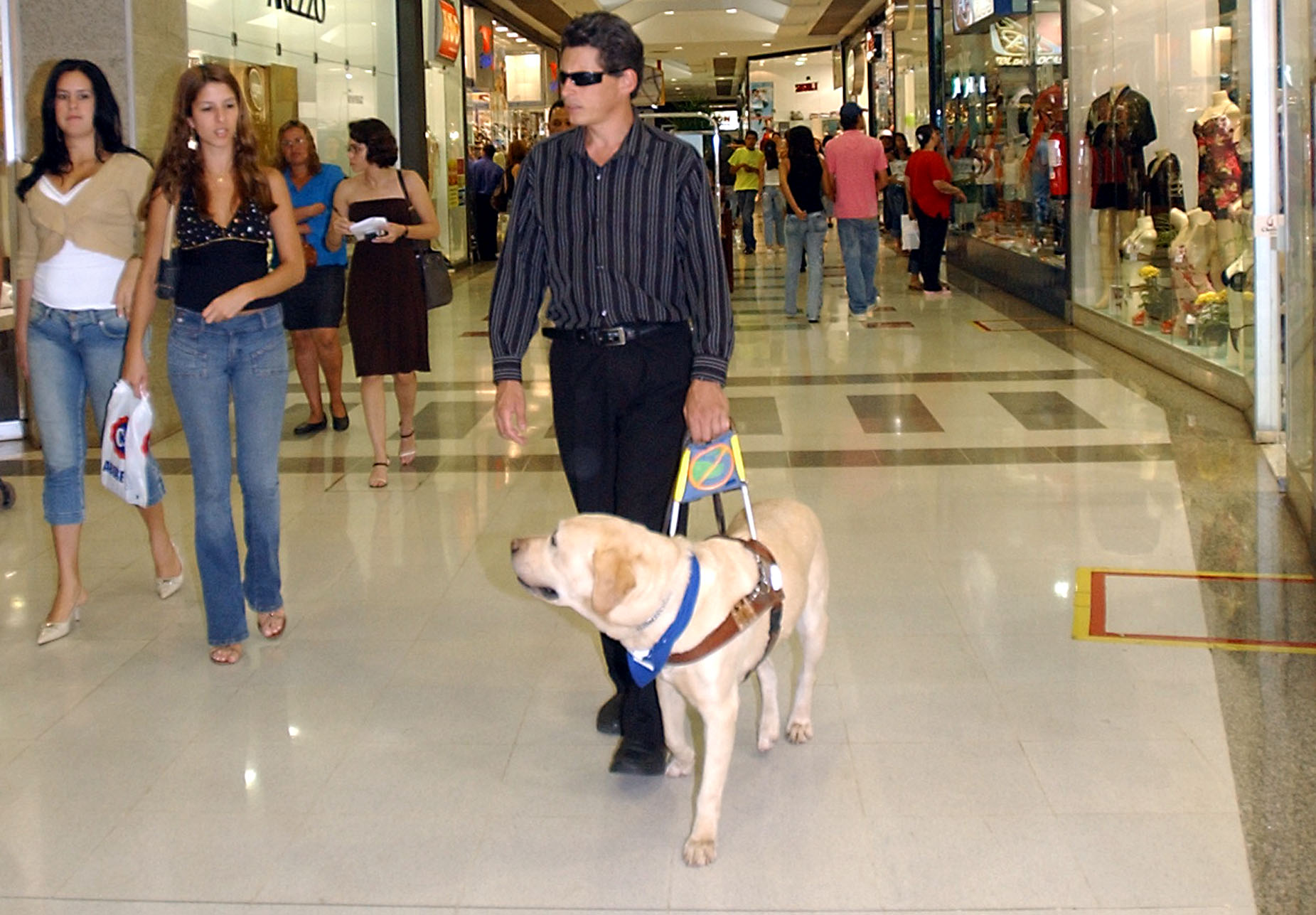
맹인 인도견

교정 시력이 0.3에 이르지 못하는 상태를 사회적 또는 교육적 약시라 한다. 약시는 망막 질환이나 시신경 질환과 같은 질환에 의해서 발생하거나 특별한 질환이 없더라도 굴절이상성 약시, 양쪽 눈의 시력이 크게 차이나 발생하는 부동성 약시, 사시 약시 등 여러 요인에 의해 발생할 수 있다.

## 법적 맹
시력이 극히 나쁘거나 아무것도 볼 수 없는 상태를 법적 맹이라 한다. 교정 시력이 20/200 이하이거나 시야각이 20˚ 이하인 사람을 법적 맹이라 하며, 교정 시력이 20/200 - 20/70인 경우는 저시력이라 한다. 실제로 대다수의 시각 장애인은 잔존 시력이 남아 있어 아무것도 볼 수 없는 사람은 극소수이다. 한편, 특수교육에서는 법적 맹에 해당하지 않더라도 시각 손상이 심각하여 교정을 해도 교육적 사회적 활동을 하기에 불리한 사람을 교육적 시각 장애로 정의한다.

## 문학에서의 시각 장애
심청전에서 청이의 아버지 심학규가 시각장애인이다. 마을 사람 들이 한부모인 청이아버지를 배려하여, 청이에게 젖을 주었다는 이야기는 시각장애인의 양육권에 대한 존중이 조선시대에 있었음을 은유한다.
소설 폼페이 최후의 날에서도 시각장애인이 나온다.
빅토르 위고의 책 『웃는 남자』에서 나오는 주인공의 의남매 이자 연인인 데아 또한 시각장애를 가졌다.

## 국내법상 시각 장애인만 응시할 수 있는 관련 자격증
- 위키백과 복지 혜택 문서를 참고

## 같이 보기
- 색각 이상